# Bourbon megye (Kentucky)
Bourbon megye az Amerikai Egyesült Államokban, azon belül Kentucky államban található. Megyeszékhelye Paris, mely egyben a legnagyobb városa is. Lakosainak száma 20 252 fő (2020. április 1.). Bourbon megye Harrison, Nicholas, Bath, Montgomery, Clark, Fayette és Scott megyékkel határos.

## Népesség
A megye népességének változása:
| Lakosok száma | 19 969 | 19 988 | 20 014 | 19 998 | 20 116 | 20 252 |
|               | 2010   | 2011   | 2012   | 2013   | 2015   | 2020   |